# (6788) 1991 PH15
(6788) 1991 PH15 là một tiểu hành tinh vành đai chính. Nó được phát hiện bởi Henry E. Holt ở Đài thiên văn Palomar ở Quận San Diego, California, ngày 7 tháng 8 năm 1991.